# Вибори польсько-литовського короля 1697
Польсько-литовські королівські вибори 1697 року були виборами, на яких визначився новий кандидат на польсько-литовський престол.

## Фон
17 червня 1696 року у своєму палаці у Вілянові під Варшавою помер король Ян ІІІ Собеський, що означало необхідність ще одного вільного вибору, оскільки Річ Посполита залишилася без монарха.

## Історія
Одним із кандидатів на польський престол був князь Олава (Нижня Сілезія) і син покійного короля Якуб Людвік Собеський. Спочатку його підтримали Королівство Франція та Шведська імперія. Також серед його послідовників були шляхтичі з Великої Польщі, Малої Польщі та єпископ Куявський Станіслав Домбський. Якуб Людвік Собеський, однак, не ладнав зі своєю матір'ю, яка народилася у Франції, Марією Казимирою Луїзою де Ла Гранж д'Аркієн. Мати з сином сперечалися про майно Яна III Собеського, в результаті Яків Людовик втратив підтримку польської шляхти.
Іншого кандидата, курфюрста Саксонії Августа II Сильного, підтримував впливовий і могутній імператор Леопольд I. Щоб заручитися підтримкою римо-католиків, консервативних поляків, Август вирішив перейти з лютеранства на католицизм. Навернення відбулося у Відні 2 червня 1697 року, і це рішення здобуло Фрідріху підтримку папи Інокентія XII.
Головним противником саксонського курфюрста був Франсуа Луї, принц Конті, якого підтримував король Франції Людовик XIV. Його кандидатуру підтримали кілька польських і литовських магнатів, багатьох з яких підкупив французький посланник Мельхіор де Поліньяк. 24 жовтня 1696 року примас Польщі Міхал Стефан Радзейовський, який раніше підтримував Якуба Людовіка Собеського, заявив про підтримку Франсуа Луї. Оскільки Радзейовський на той час був інтеррексом, його рішення привернуло шляхту, яка пішла за ним.
Проте, ключову роль у майбутніх виборах відіграло Московське царство, яке було союзником Речі посполитої у тривалій війні проти Османської імперії (див. Велика турецька війна). Московити підтримали Августа, який раніше заявив, що продовжить війну, і який у 1695—1696 роках командував австро-саксонською армією в її угорській кампанії. Обрання Франсуа Луї означало швидке завершення польсько-османської війни та можливість польсько-московського конфлікту. Московити, добре усвідомлюючи цю небезпеку, посилали великі суми грошей до Речі Посполитої, намагаючись заручитися підтримкою польсько-литовської шляхти.
Вибори відбулися 27 червня 1697 року у Волі під Варшавою. Завдяки народній підтримці Франсуа Луї, принц Конті, був обраний новим королем Речі Посполитої. Це негайно було оскаржено Августом Сильним, який оголосив себе новим монархом. Свою підтримку Конті висловив третій кандидат, Якуб Людвік Собеський.

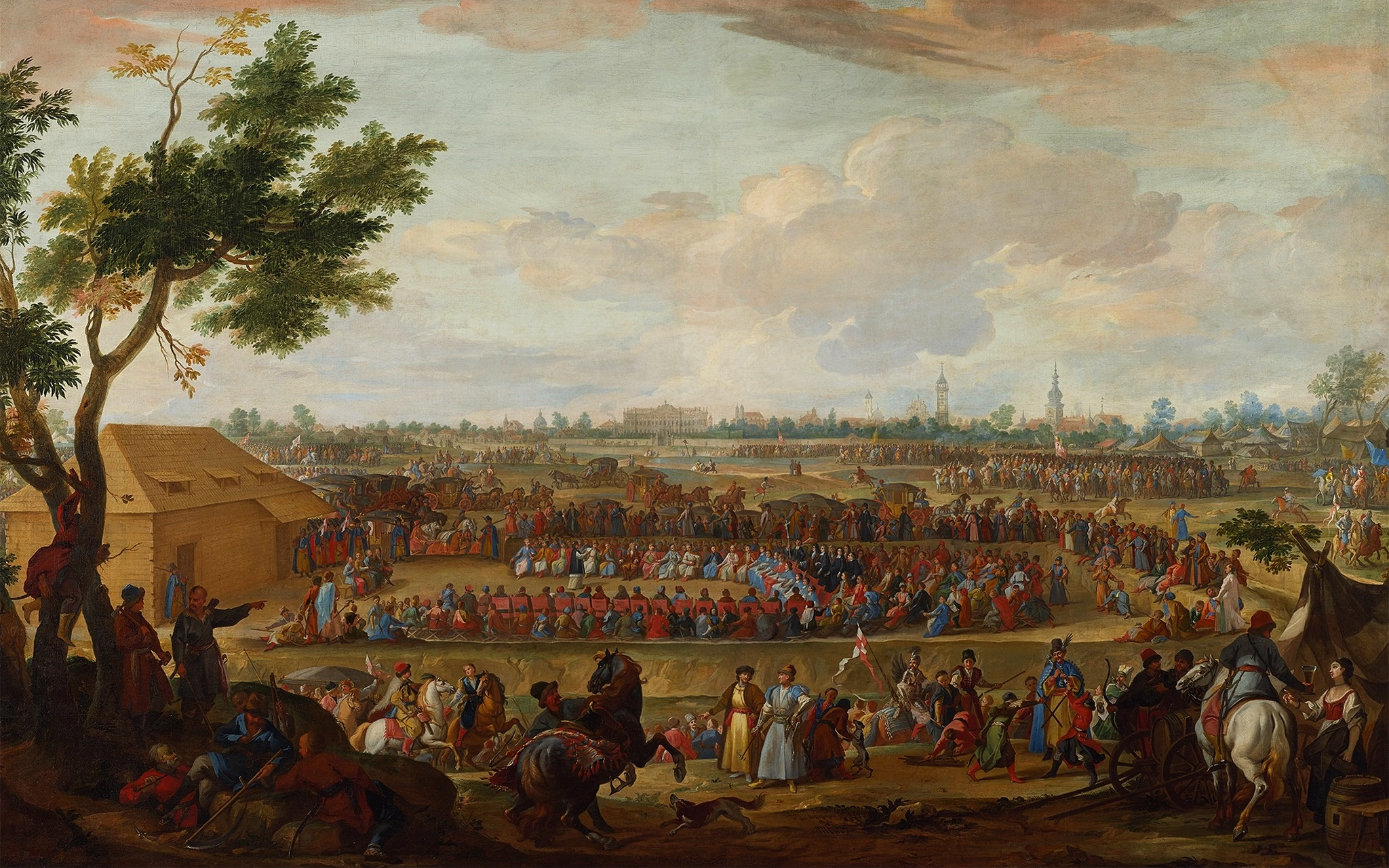
Елаційний сейм 1697 р.

27 липня 1697 року Август за підтримки Московії, Австрії та Бранденбурга-Пруссії перетнув польський кордон поблизу Челядзь у Малопольщі. Він рушив у бік Кракова, але його не пустили до стародавньої столиці, оскільки краківський староста Францішек Велопольський, сам прихильник Конті, не впустив його до міста. Патова ситуація була швидко вирішена після того, як Велопольський отримав хабар, але незабаром виникла інша проблема. Відповідно до польського закону, коронація у Вавельському соборі мала здійснюватися лише з королівськими знаками, які зберігалися у Вавельській скарбниці. У дверях скарбниці було вісім замків із вісьмома ключами. Ключі зберігалися у восьми сенаторів, шестеро з яких підтримували Конті. Август II і його оточення вирішили пробити дірку в стіні казначейства, залишивши двері недоторканими.
15 вересня 1697 року Август підписав Pacta Conventa і був коронований єпископом Куявським Станіславом Домбським як новий король Польщі Август II. Примас Радзейовський відмовився визнати коронацію, заявивши, що законним монархом є Конті. Радзейовський заснував так званий Ловицький рокош, який збирав прихильників француза. 26 вересня 1697 року Конті прибув до балтійського порту Гданська з ескадрою з шести кораблів під командуванням Жана Барта. Оскільки Московія зосередила свою армію біля литовського кордону, стала реальною ймовірність міжнародного конфлікту. Ситуація була вирішена без іноземного втручання, оскільки 9 листопада напад військ, вірних Августу, змусив Конті покинути свою квартиру в Оліві та покинути Польщу. 12 грудня 1697 року Конті повернувся до Франції.
Примас Радзейовський відмовлявся визнавати Августа до весни 1698 року, коли він отримав велику суму грошей і йому було обіцяно урядову посаду.

## Претенденти

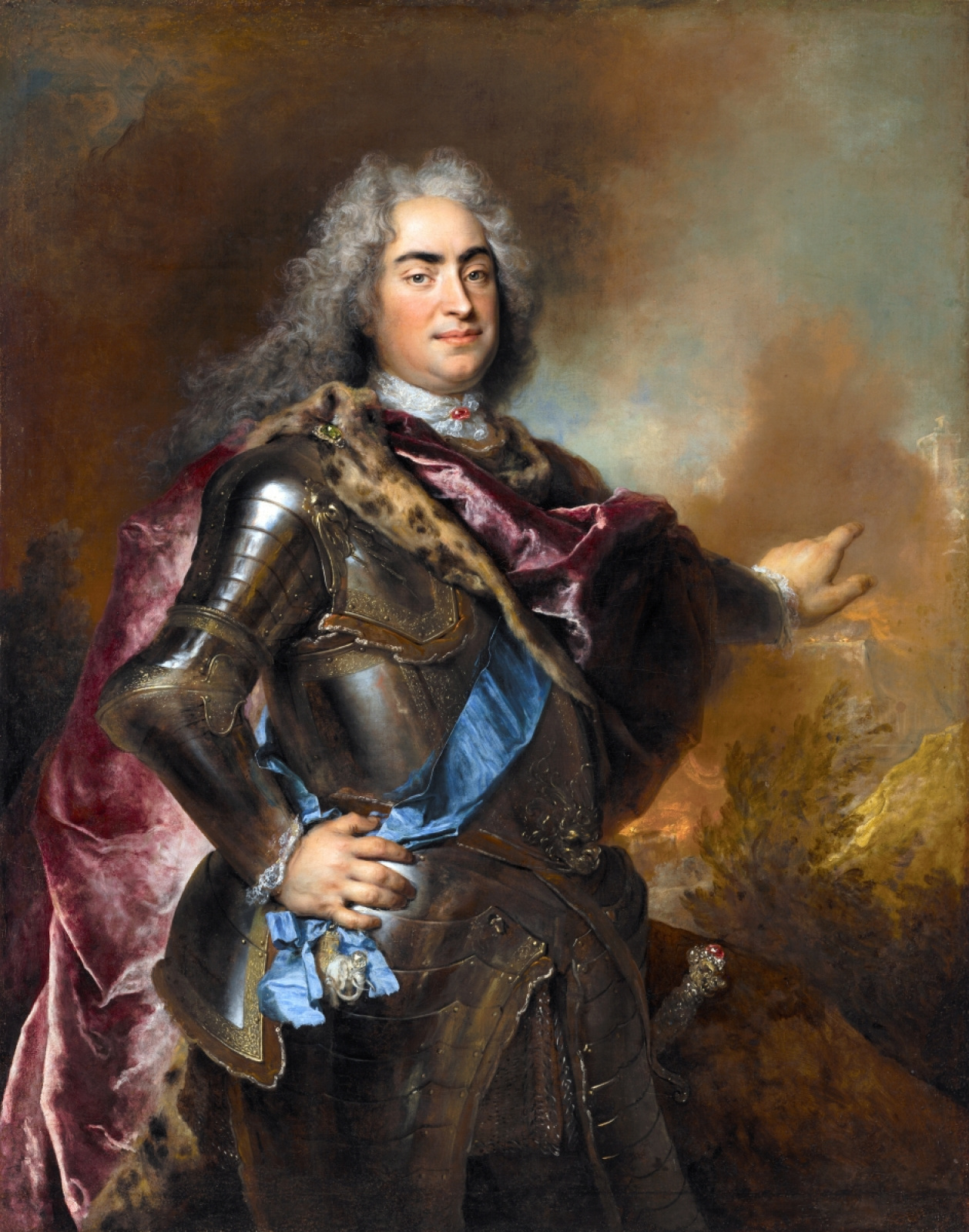
Фрідріх Август I, курфюрст Саксонії
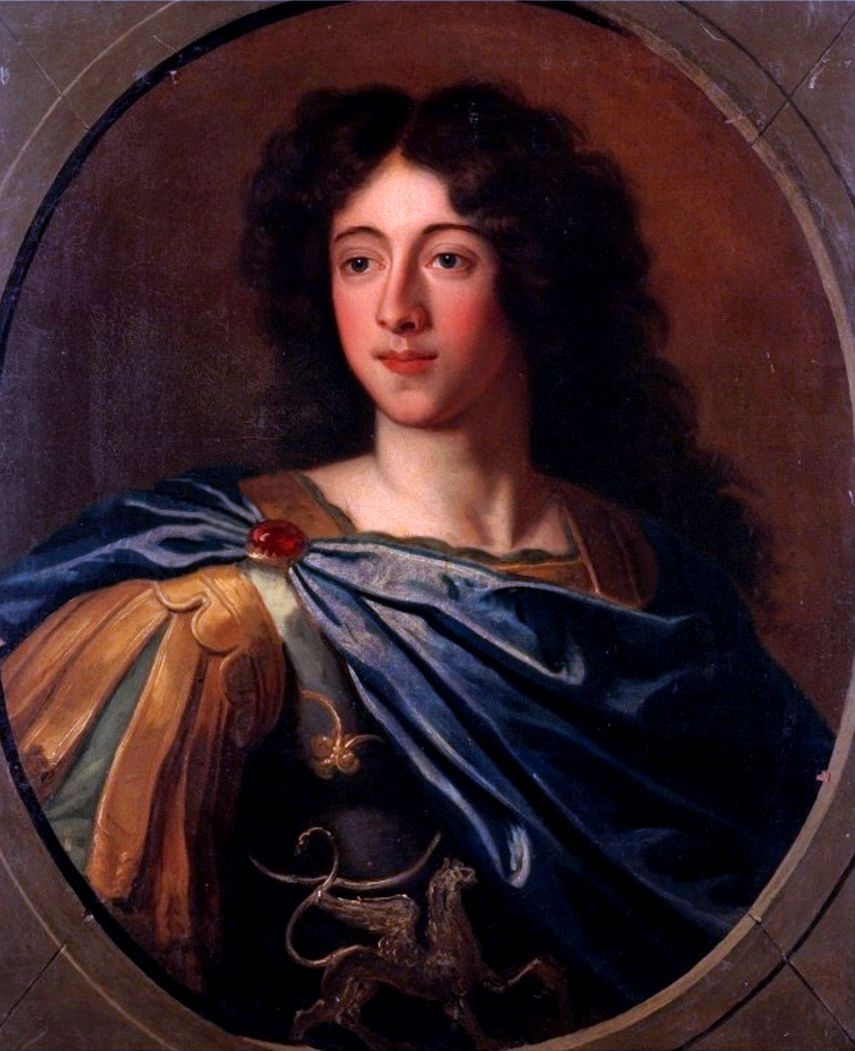
Франсуа Луї Бурбон-Конті
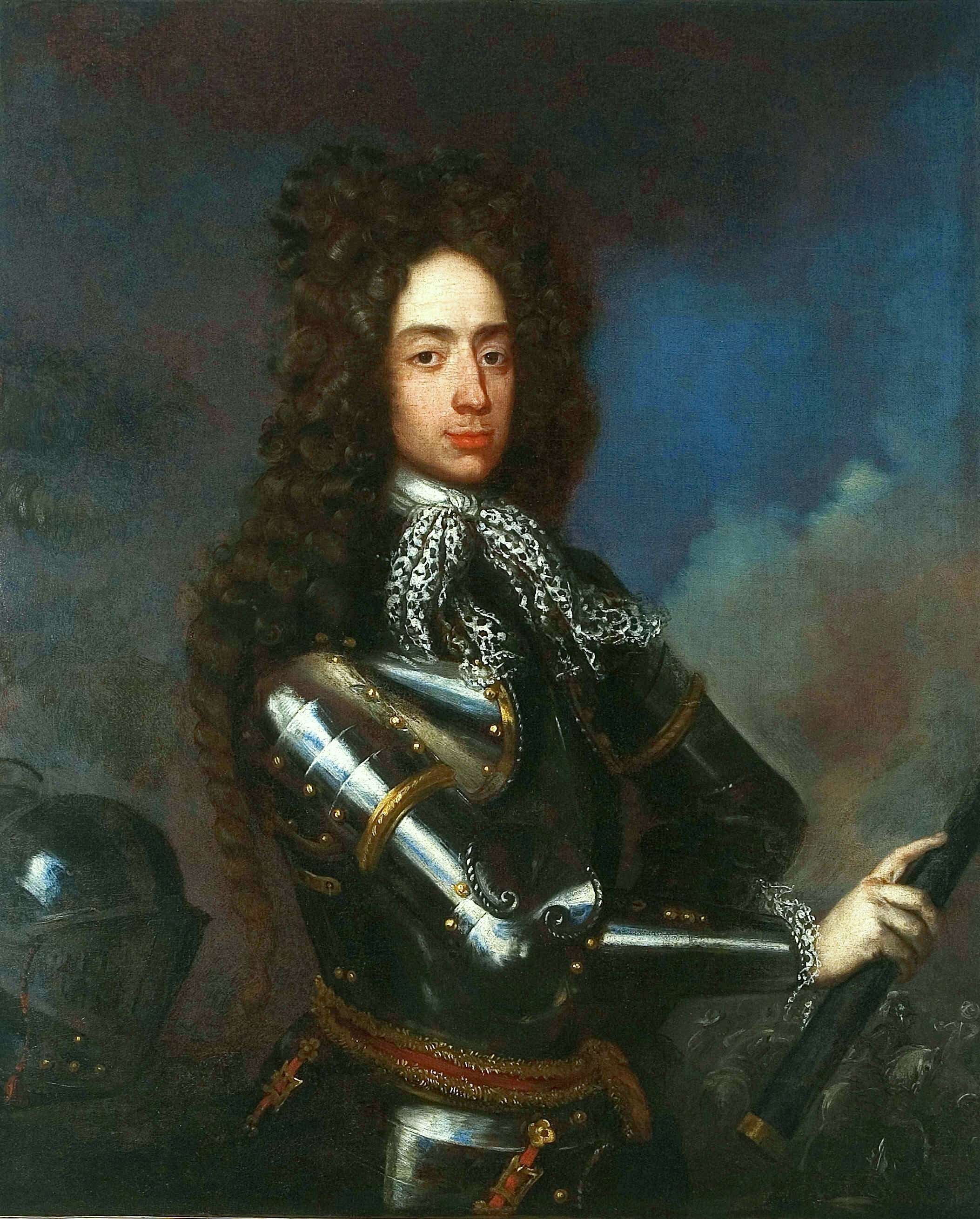
Якуб Людвік Собеський
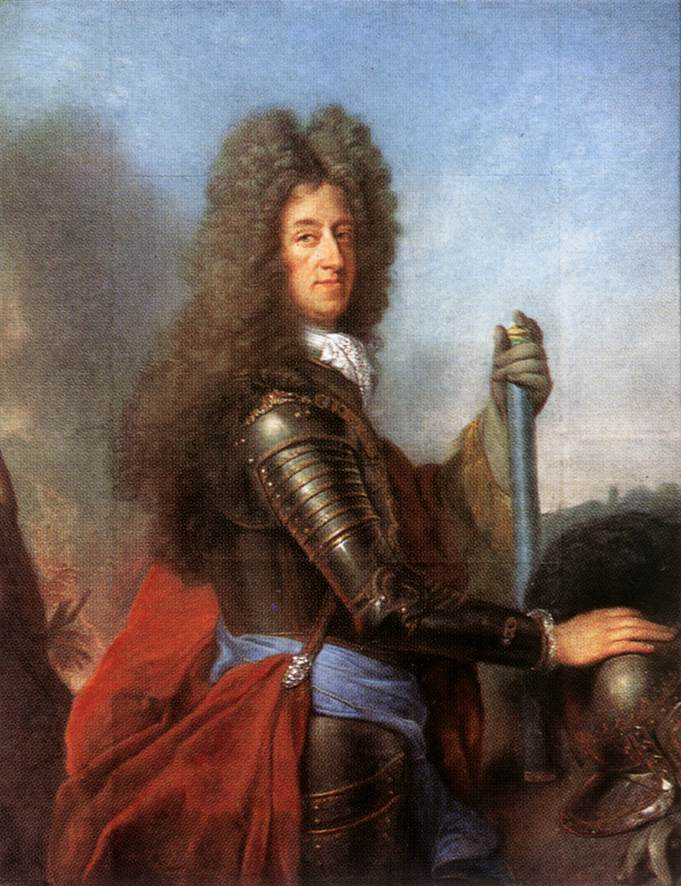
Максиміліан II (курфюрст Баварії)
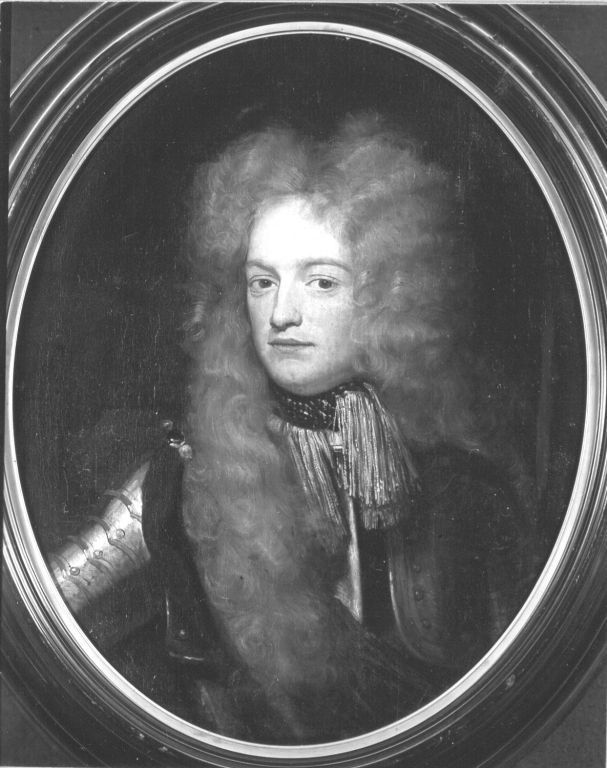
Карл III Філіпп (курфюрст Пфальцу)
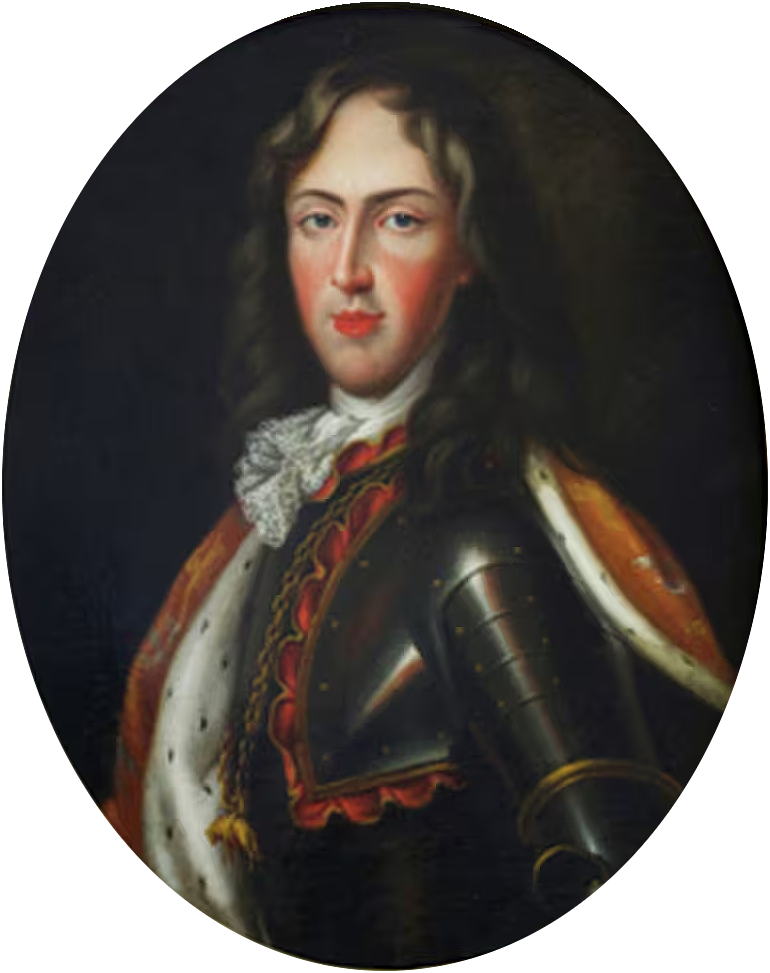
Леопольд I (герцог Лотарингії)
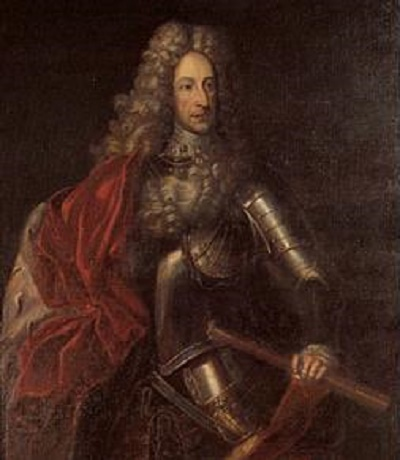
Людвиг Вільгельм (маркграф Баден-Бадену)
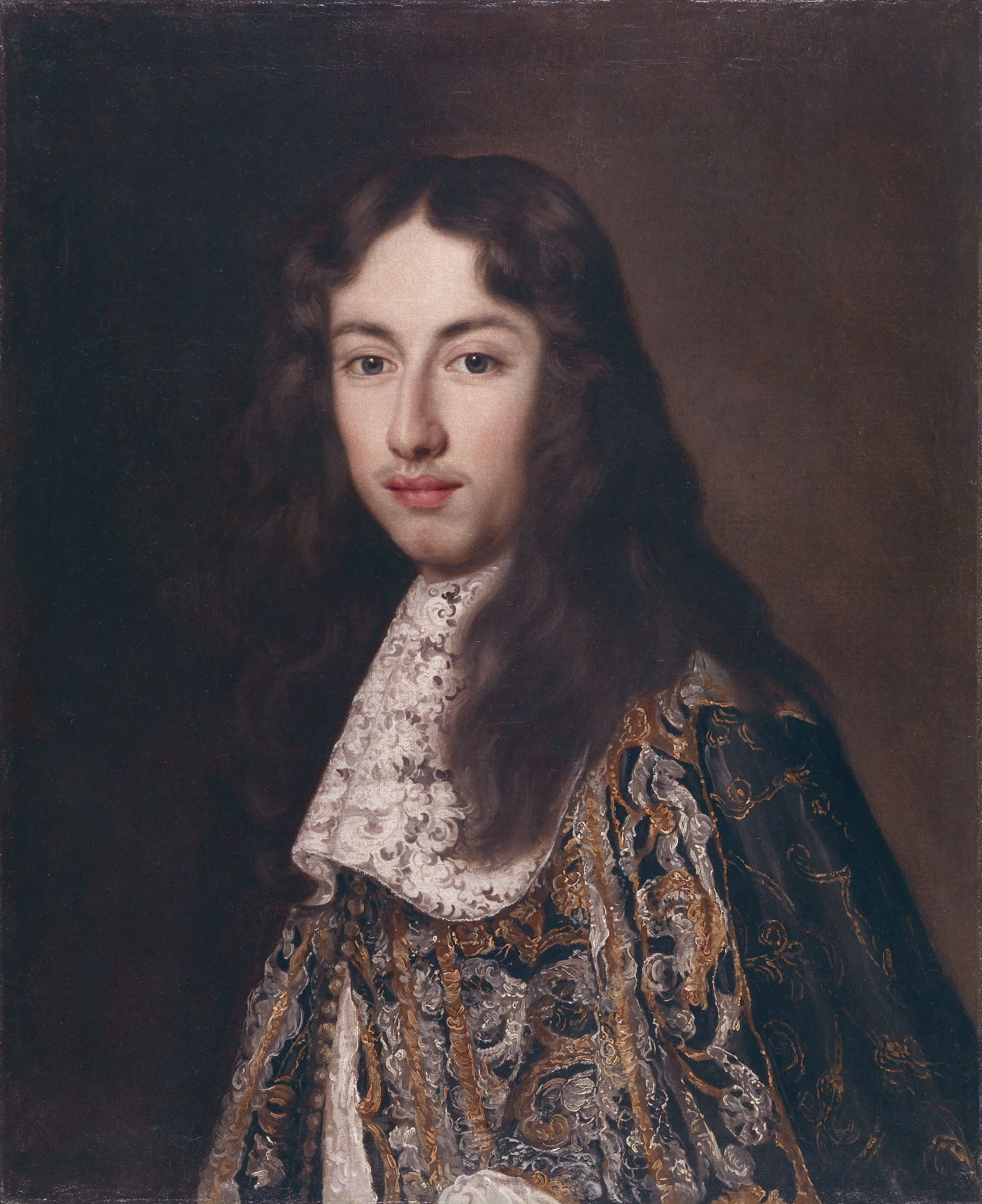
Лівіо Одескалькі